# Vanadij
Vanádij je kemični element s simbolom V v periodnem sistemu in atomskim številom 23. Ta redek, mehak in upogljiv element se najde v kombinaciji z drugimi v določenih mineralih in se uporablja za izdelavo določenih zlitin.